# Saginaw (Texas)
Saginaw ist eine Stadt im Tarrant County im Bundesstaat Texas der Vereinigten Staaten. Das U.S. Census Bureau hat bei der Volkszählung 2020 eine Einwohnerzahl von 23.890 ermittelt.

## Geographie
Die Stadt liegt 17 Kilometer nordwestlich von Fort Worth im Zentrum des Tarrant Countys und hat eine Gesamtfläche von 19,4 km².

## Demografische Daten
Nach der Volkszählung im Jahr 2000 lebten hier 12.374 Menschen in 4229 Haushalten und 3450 Familien. Die Bevölkerungsdichte betrug 637,0 Einwohner pro km². Ethnisch betrachtet setzte sich die Bevölkerung zusammen aus 87,64 % weißer Bevölkerung, 1,93 % Afroamerikanern, 0,91 % amerikanischen Ureinwohnern, 1,24 % Asiaten und 6,09 % aus anderen ethnischen Gruppen. Etwa 2,19 % waren gemischter Abstammung und 14,73 % der Bevölkerung waren spanischer oder lateinamerikanischer Abstammung.
Von den 4.229 Haushalten hatten 47,1 % Kinder unter 18 Jahre, die im Haushalt lebten. 65,9 % davon waren verheiratete, zusammenlebende Paare. 11,7 % waren allein erziehende Mütter und 18,4 % waren keine Familien. 15,1 % aller Haushalte waren Singlehaushalte und in 4,3 % lebten Menschen, die 65 Jahre oder älter waren. Die Durchschnittshaushaltsgröße betrug 2,93 und die durchschnittliche Größe einer Familie belief sich auf 3,26 Personen.
32,0 % der Bevölkerung waren unter 18 Jahre alt, 7,4 % von 18 bis 24, 35,0 % von 25 bis 44, 20,0 % von 45 bis 64, und 5,7 % die 65 Jahre oder älter waren. Das Durchschnittsalter war 32 Jahre. Auf 100 weibliche Personen aller Altersgruppen kamen 97,3 männliche Personen. Auf 100 Frauen im Alter von 18 Jahren und darüber kamen 94,3 Männer.
Das jährliche Durchschnittseinkommen eines Haushalts betrug 55.549 US-Dollar (USD), das Durchschnittseinkommen einer Familie 59.967 USD. Männer hatten ein Durchschnittseinkommen von 42.036 USD gegenüber den Frauen mit 27.164 USD. Das Prokopfeinkommen betrug 20.336 USD. 6,1 % der Bevölkerung und 5,2 % der Familien lebten unterhalb der Armutsgrenze. Davon waren 9,1 % Kinder und Jugendliche unter 18 Jahren und 5,5 % waren 65 oder älter.

## Söhne und Töchter der Stadt
- Brec Bassinger (* 1999), Schauspielerin